# Mitsumasa Anno
Mitsumasa Anno (安野 光雅 Anno Mitsumasa?, Tsuwano, 20 de marzo de 1926-24 de diciembre de 2020) fue un ilustrador y escritor de literatura infantil japonés, conocido por sus libros ilustrados con pocas o ninguna palabra en los cuales se recorren diferentes lugares del mundo. Recibió el premio internacional Medalla Hans Christian Andersen en 1984 por su «importante contribución a la literatura infantil». En 2012 fue designado Persona de Mérito Cultural en su país.

## Biografía
Nació en 1926 en Tsuwano, una pequeña ciudad en la prefectura de Shimane, Japón y creció allí. Como estudiante en una escuela secundaria regional, estudió arte, dibujo y los escritos de Hermann Hesse. Recibió formación para profesor de primaria en Yamaguchi. 
Durante la Segunda Guerra Mundial, fue reclutado por el ejército japonés. Después de la guerra, obtuvo un título de la Escuela de Formación de Profesores de Yamaguchi (predecesora de la Universidad de Yamaguchi) en 1948. Enseñó matemáticas durante diez años en una escuela primaria en Tokio antes de comenzar a los treinta y cinco años una carrera ilustrando libros para niños. 
Anno vivió en Japón con su esposa, Midori. Tuvieron dos hijos, Masaichiro y Seiko. Murió el 24 de diciembre de 2020 de cirrosis hepática.

## Arte
Fue más conocido por sus libros ilustrados sin palabras con figuras pequeñas y detalladas. En los libros Journey, un pequeño personaje viaja a través del paisaje de una nación, densamente poblado con imágenes que hacen referencia al arte, la literatura, la cultura y la historia de ese país. Las ilustraciones de Anno suelen estar en pluma, tinta y acuarela, y ocasionalmente incorporan collage y grabados en madera. Son intrincadamente detallados, muestran un sentido del humor así como un interés en la ciencia, las matemáticas y las culturas extranjeras. Con frecuencia incorporan bromas y referencias sutiles. Su estilo fue comparado con el de M. C. Escher.
Es conocido por la ausencia de palabras que acompañen a sus trabajos o por ilustraciones al revés, estos diseños los creó para fomentar la interacción con cada libro más allá de pasar las páginas. Al carecer de texto, el espectador es libre de hacer sus propios descubrimientos y de ampliar su capacidad de imaginación.
Aunque era más conocido por sus libros para niños, sus pinturas se han ganado el reconocimiento en su Japón natal. El Museo Mitsumasa Anno alberga una colección de sus obras.
En Londres, en 2019 se realizó la exhibición Anno's Journey: The World of Anno Mitsumasa, que luego se convirtió en una exposición virtual.

## Premios
El premio bienal Hans Christian Andersen otorgado por la Organización Internacional para el Libro Juvenil es el reconocimiento más importante disponible para un escritor o ilustrador de libros para niños. Anno recibió el premio de ilustración en 1984.
- Premio de honor del Chicago Tribune (1970)
- Premio de Fomento del Arte para Nuevos Artistas del Ministro de Educación (1974)
- Medalla Kate Greenaway, (1974), Alfabeto de Anno
- Premio del Museo de Brooklyn (1975)
- Premio Boston Globe-Horn Book, Libro ilustrado (1975), Alfabeto de Anno[9]
- BG – HB Honor, Libro ilustrado (1977), Libro de conteo de Anno
- Premio Boston Globe-Horn Book, libro ilustrado (1978), Anno's Journey[9]
- Premio BIB Golden Apple (1979)
- Premio Gráfico, Feria del Libro Infantil de Bolonia (1980)[10]
- Persona de mérito cultural (2012)[5]

## Trabajos seleccionados
- Mysterious Pictures (1968)
- Jeux de construction (1970)
- Topsy Turvies (1970)
- Upside Downers (1971)
- Zwergenspuk (1972)
- Dr. Anno's Magical Midnight Circus (1972)
- Anno's Alphabet (1974)
- Anno's Counting Book (1975)
- Anno's Journey (1977)
- Anno's Animals (1979)
- Anno's Italy (1979)
- The Unique World of Mitsumasa Anno: Selected Illustrations, 1968-1977 (1980)
- Anno's Magical ABC (1981)
- Anno's Counting House (1982)
- Anno's Britain (1982)
- Anno's USA (1983)
- Anno's Flea Market (1984)
- Anno's Three Little Pigs (1985)
- The King's Flower (1986)
- All in a Day (1986)
- Anno's Sundial (1987)
- Anno's Upside Downers (1988)
- In Shadowland (1988)
- Anno's Peekaboo (1988)
- Anno's Faces (1989)
- Anno's Aesop: A Book of Fables (1989)
- Chyi Miaw Gwo (1990)
- Anno's Medieval World (1990)
- Anno's Masks (1990)
- The Animals (1992)
- Anno's Hat Tricks (1993)
- Anno's Twice Told Tale (1993)
- Anno's Magic Seeds (1995)
- Anno's Journey (1997)
- Anno's Math Games (1997)
- Anno's Math Games 2 (1997)
- Anno's Math Games 3 (1997)
- Anno's Mysterious Multiplying Jar (1999)
- The Art Of Mitsumasa Anno: Bridging Cultures (with Ann Beneduce) (2003)
- Bungotai for Youths (2003)
- Anno's Spain (2004)

### Solo como ilustrador
- Socrates and the Three Little Pigs by Tsuyoshi Mori (1986)
- The Magic Pocket: Selected Poems by Michio Mado (1998)